# Anasimyia
Anasimyia is een geslacht uit de familie van de zweefvliegen (Syrphidae).

## Soorten
- Anasimyia contracta Claussen & Torp, 1980 - ingesnoerde waterzweefvlieg
- Anasimyia femorata Simic, 1987
- Anasimyia interpuncta (Harris, 1776) - bokserwaterzweefvlieg
- Anasimyia lineata (Fabricius, 1787) - snuitwaterzweefvlieg
- Anasimyia lunulata (Meigen, 1822) - zoenwaterzweefvlieg
- Anasimyia transfuga (Linnaeus, 1758) - rechte waterzweefvlieg